# Pittoconcha concinna
Pittoconcha concinna är en snäckart som beskrevs av Preston 1913. Pittoconcha concinna ingår i släktet Pittoconcha och familjen Helicarionidae. IUCN kategoriserar arten globalt som sårbar. Inga underarter finns listade i Catalogue of Life.